# Noshir Gowadia

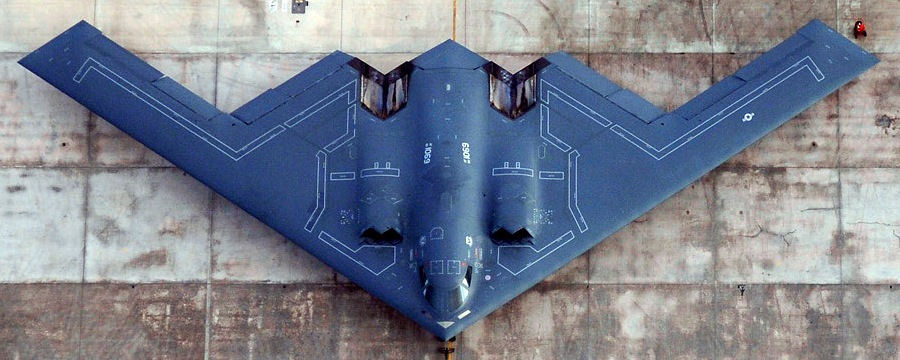
Northrop Grumman B-2 Spirit.

Noshir Sheriarji Gowadia, född 11 april 1944 i Bombay, är en indisk-amerikansk designingenjör och dömd spion.
Han arbetade för Northrop Corporation mellan 1968 och 1986 och var en av designerna till det amerikanska smygbombflygplanet Northrop Grumman B-2 Spirit. Gowadia var den som var ansvarig till att designa flygplanets framdrivningssystem, den är speciellt designad för att minimera värmeutsläpp i syfte att skydda flygplanet mot fientliga robotvapen som styrs med hjälp av infraröda målsökare. På 1990-talet arbetade han för Los Alamos National Laboratory och 1999 grundade han konsultföretaget N.S. Gowadia, Inc. och arbetade som konsult i försvarsfrågor. Mellan juli 2003 och juni 2005 gjorde han konsultuppdrag åt Kina och besökte staden Chengdu sex gånger, där finns både flygplanstillverkaren Chengdu Aircraft Industry Group och det nationella robotvapentillverkningen, som rådgivare för bland annat Kinas utveckling av flygplan och robotvapen med smygteknik. I oktober 2005 blev han arresterad i sitt hem på Maui i Hawaii av amerikanska federala agenter från bland annat Federal Bureau of Investigation (FBI) för att bland annat ha bistått Kina med sekretessbelagda dokument om B-2 Spirit och utveckling av robotvapen speciellt designade för att skjuta ner flygplanstypen och undvika infraröda målsökare. Han anklagades också för att ha bistått med utvecklingen av kinesiska flygplan med smygteknik som den framtida bombflygplanet Xian H-20. Gowadia ska också ha visat sekretessbelagda dokument om B-2 Spirit för individer i sju andra länder så som Israel, Schweiz och Tyskland.
Den 24 januari 2011 dömdes han till 32 års fängelse för 14 åtalspunkter. Han avtjänar sitt straff i USA:s federala högriskfängelse ADX Florence i Fremont County i Colorado.